# AO Itabaiana
Der Associação Olímpica de Itabaiana, in der Regel nur kurz Itabaiana genannt, ist ein Fußballverein aus Itabaiana im brasilianischen Bundesstaat Sergipe.
Der Verein spielt in der Staatsmeisterschaft von Sergipe. In der Saison 2024 erreichte der Klub in der Série D den vierten Platz und qualifizierte sich damit für die Série C 2025.

## Erfolge
- Staatsmeisterschaft von Sergipe (11×): 1969, 1973, 1978, 1979, 1980, 1981, 1982, 1997, 2005, 2012, 2023
- Taça Nordeste: 1971
- Staatspokal von Sergipe: 2006, 2007

## Stadion
Der Verein trägt seine Heimspiele im Estádio Etelvino Mendonça, auch unter dem Namen Mendonção bekannt, in Itabaiana aus. Das Stadion hat ein Fassungsvermögen von 14.123 Personen.

## Trainerchronik
Stand: September 2024
| Trainer            | Nation    | von               | bis              |
| ------------------ | --------- | ----------------- | ---------------- |
| José Carlos Amaral | Brasilien | 16. November 2013 | 17. Januar 2014  |
| Gilberto Pereira   | Brasilien | 16. November 2017 | ?                |
| Leandro Campos     | Brasilien | 7. März 2018      | 16. April 2018   |
| Vinícius Saldanha  | Brasilien | 28. Mai 2018      | ?                |
| Maurilio           | Brasilien | 30. Dezember 2020 | 4. Februar 2021  |
| Evandro Guimarães  | Brasilien | 23. Februar 2021  | 27. August 2021  |
| Rodrigo Fonseca    | Brasilien | 24. Juni 2021     | 27. Oktober 2021 |
| Leandro Campos     | Brasilien | 13. Januar 2022   | 29. April 2022   |
| Celso Teixeira     | Brasilien | 1. Januar 2023    | 13. Februar 2023 |
| Roberto Fernandes  | Brasilien | 24. Februar 2023  | 13. März 2023    |
| Ailton Silva       | Brasilien | 25. November 2023 | 15. April 2024   |
| Roberto Cavalo     | Brasilien | 25. April 2024    |                  |